# Shannon Briggs
Shannon Briggs (Brooklyn, 4 december 1971) is een Amerikaanse zwaargewicht bokser en acteur.
Briggs trainde bij Jimmy O'Pharrow's Starrett City Boxing Club in Brooklyn, New York.
Briggs begon zijn carrière in 1992 en was ongeslagen in zijn eerste 25 gevechten. 
Shannon won de WBO heavyweight championship titel toen hij Sergei Liakhovich knock out sloeg in de laatste ronde op 4 november 2006. Hij verloor zijn titel echter alweer in 2007 toen hij verloor van Sultan Ibragimov. Op 16 oktober 2010 bokste Shannon om de WBC heavyweight title tegen Vitali Klitschko. Hij verloor op punten.
Na een pauze van drie en een half jaar maakte Shannon in 2014 zijn comeback. Sindsdien won hij acht keer op rij waarvan zeven keer met een knock out. Hierdoor won hij op 28 juni 2014 de NABA Heavyweight title van Raphael Zumbano Love. 
Als acteur speelde hij onder andere in Bad Boys II met Will Smith en Martin Lawrence, Transporter 2, en The Wackness.